# White-Ra
Алексе́й Кру́пник (род. 15 ноября 1980, Одесса, Украинская ССР), более известный под своим никнеймом White-Ra, — бывший украинский профессиональный игрок в StarCraft: Brood War и StarCraft II, игравший за расу протоссов. Многократный победитель чемпионатов Украины по StarCraft, а также чемпион IGN ProLeague и серебряный призёр Intel Extreme Masters в StarCraft II. За свою карьеру White-Ra заработал более 60 тысяч долларов призовых.

## Биография

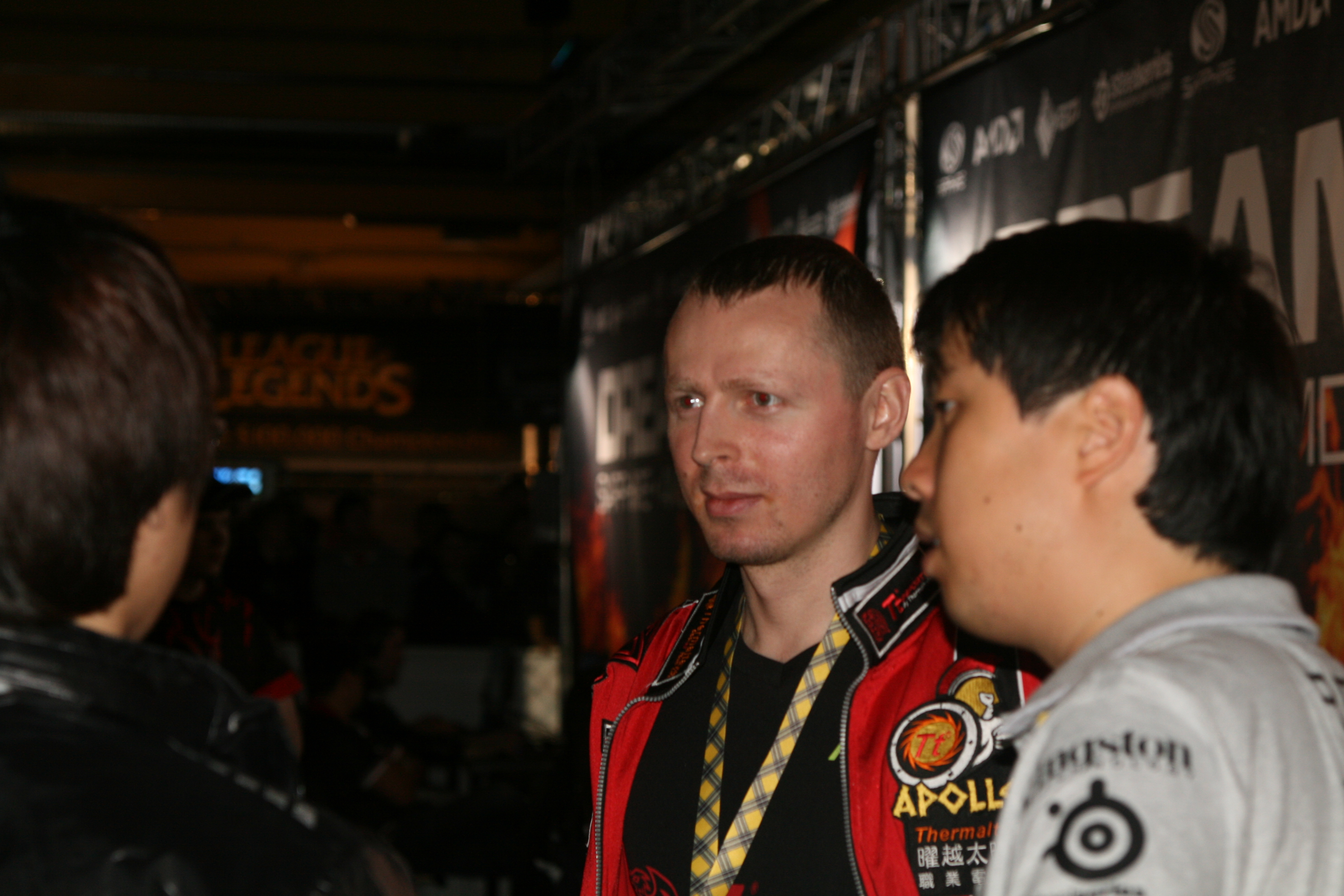
Алексей Крупник на DreamHack Summer 2011 в Йёнчёпинге

Алексей Крупник был студентом-океанологом, однако позже перевёлся на «более востребованное» направление «экологическое право». Во время обучения Алексей часто посещал компьютерные клубы и играл в популярные тогда игры, такие как Age of Empires, Quake и Half-Life. Там же он опробовал бета-версию StarCraft, которая его затянула. В 1998 году он выступил на своём первом турнире по этой игре; по его словам, на нём он отыграл плохо, однако этот «неудовлетворительный результат дал [ему] сильный толчок и стимул для более усердных тренировок». White-Ra взял свой ник в честь древнеегипетского бога солнца, а приставка «White» осталась от первой команды, которую Алексей Крупник собрал со своими друзьями.
Когда в рамках чемпионата World Cyber Games стали организовываться украинские отборочные турниры, White-Ra начал принимать в них участие и в 2003 году стал чемпионом Украины по StarCraft. В дальнейшем он защитит этот титул четыре раза — в 2006, 2007, 2009 и 2010 годах. Наиболее успешное выступление украинского киберспортсмена прошло в 2007 году, когда он занял четвёртое место на финальном этапе чемпионата World Cyber Games.

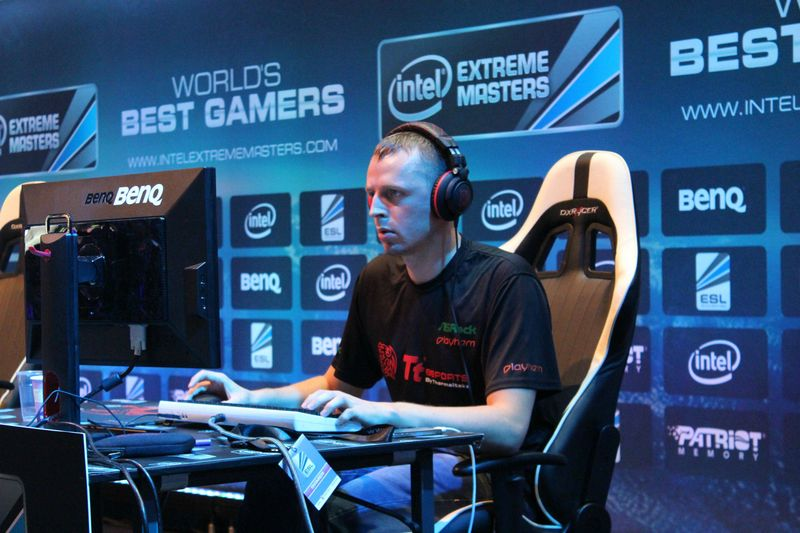
White-RA на IEM Season VII в Кёльне в 2012 году

Когда вышел Warcraft III, White-Ra решил попробовать себя и в этой дисциплине и отметился участием в нескольких украинских турнирах, однако не добился серьёзных успехов, только единожды заняв призовое — второе — место. В перерывах между турнирами Алексей делал обучающие видео и писал статьи для журнала «Лучшие компьютерные игры».
После выхода беты StarCraft II: Wings of Liberty, White-Ra, несмотря на почтенный для киберспортсмена возраст (29 лет), перешёл на новую дисциплину и начал активно тренироваться. За три года Алексей сумел занять третье место на BlizzCon Invitational, получить серебряную медаль на Intel Extreme Masters и стать чемпионом IGN ProLeague Season 2. В 2011 году вошёл в сборную мира на чемпионате GSL World Championship 2011, на котором корейские киберспортсмены соревновалась с лучшими игроками остального мира. Когда в рамках StarCraft II World Championship Series был организован чемпионат Украины по StarCraft II, White-Ra занял на нём второе место, проиграв в финале Александру «Bly» Свисюку. Сам White-Ra связывает свой успех со своим большим опытом и тем, что ему удалось быстро понять динамику новой игры и разобраться с сильными и слабыми сторонами каждой из игровых рас. Однако, по его словам, многие сильные игроки быстро подтянулись до его уровня или превзошли его, а сам он не мог долго тренироваться, поскольку тратил время на семью.
К 2014 году Алексей практически перестал тренироваться, став уделять больше времени работе в индустрии киберспорта. Он начал сотрудничество с Twitch и заключил контракт с Thermaltake, помогая им продвигать собственный киберспортивный бренд Tt eSports.

## Стиль игры
White-Ra отличался большим опытом и глубоким пониманием игры. Будучи одним из самых возрастных киберспортсменов, Алексей Крупник с трудом мог конкурировать с более молодыми игроками в стандартной игре. Поэтому он активно экспериментировал с используемыми стратегиями и часто импровизировал, стараясь удивить соперника неожиданными тактиками и «нелинейным мышлением». Сам White-Ra описывал свой стиль игры словосочетанием «Special Tactics» (с англ. — «специальная тактика») и приписывал его идею генералу Суворову: «удивить значит победить».

## Личная жизнь
С 2010 года женат на Алёне Крупник.

## Признание
Фраза «Special Tactics», которой White-Ra описывал свой стиль игры, произнесённая с характерным акцентом, стала международным интернет-мемом и победила в конкурсе мемов портала TeamLiquid.net. Со временем она превратилась в бренд: под этим названием публиковался ряд аналитических передач, посвящённых StarCraft II, а компания Thermaltake, за которую в то время выступал White-Ra, выпустила серию одноимённых ковриков для мыши. Крупник сказал в интервью, что это не его идея, а Суворова — «удивить значит победить», которая в игре стала удачной и зрелищной «особой тактикой».
В 2020 году в рамках обновления, приуроченного к десятилетнему юбилею игры, в StarCraft II был добавлен внутриигровой комментатор, озвученный Алексеем Крупником. В зависимости от выбранной локализации игры, комментатор озвучивал происходящее в игре либо на английском, либо на русском языке.

## Достижения
StarCraft:
- World Cyber Games 2007 (4 место)[3]

StarCraft II:
- BlizzCon 2010 StarCraft II Invitational (3 место)[3]
- IEM Season V — European Championships Finals (2 место)
- IGN ProLeague Season 2 (1 место)[3]
- 2012 StarCraft II World Championship Series: Ukraine Nationals (2 место)[5]